# (301394) Bensheim
(301394) Bensheim est un astéroïde de la ceinture principale.

## Description
(301394) Bensheim est un astéroïde de la ceinture principale. Il fut découvert le 23 février 2009 à Tzec Maun par Erwin Schwab. Il présente une orbite caractérisée par un demi-grand axe de 3,04 UA, une excentricité de 0,13 et une inclinaison de 5,3° par rapport à l'écliptique.

## Compléments